# Libverdský potok

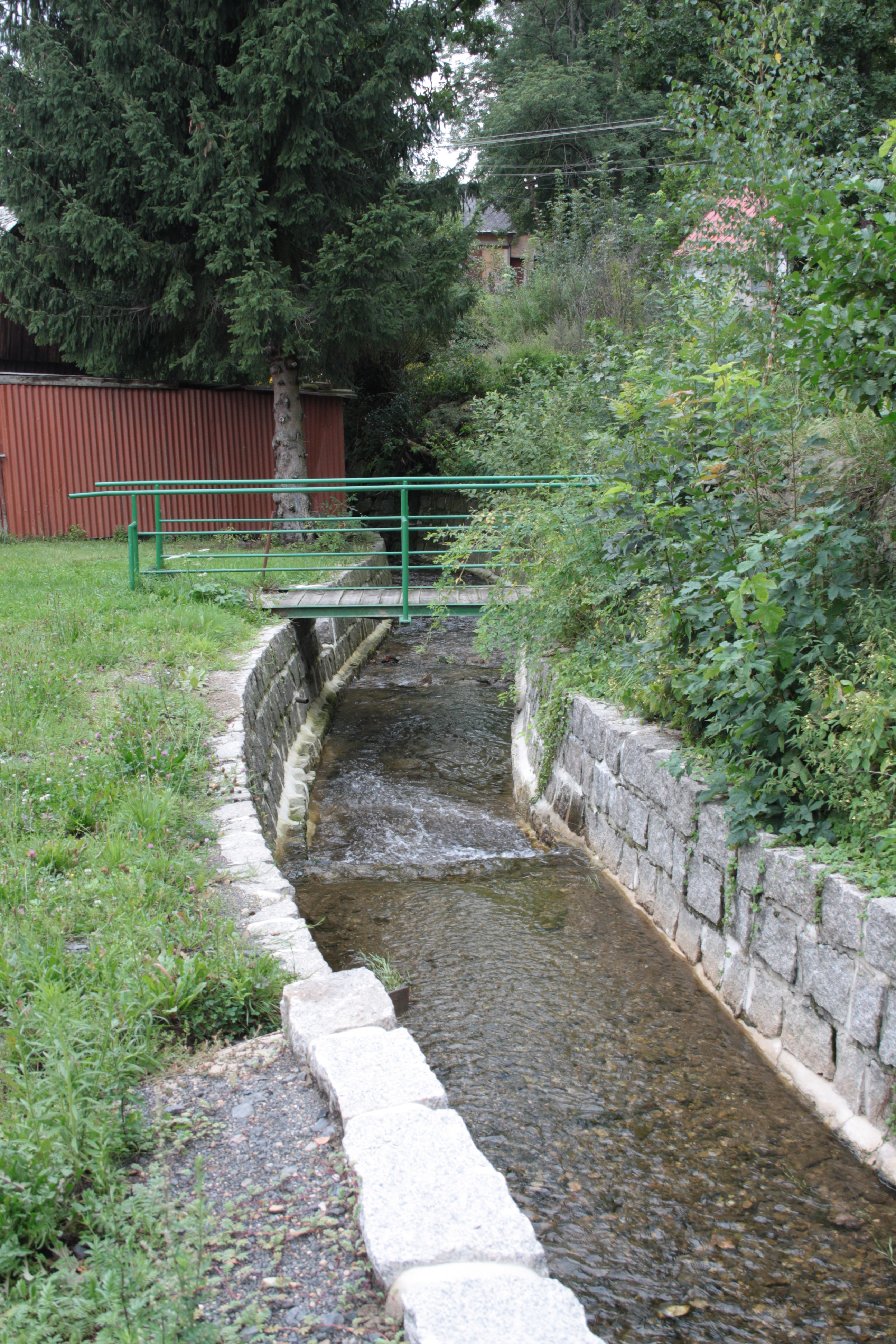
Der Libverdský potok in Lázně Libverda

Der Libverdský potok (deutsch Liebwerder Bach) ist ein rechter Nebenfluss der Smědá (Wittig) in Tschechien.

## Verlauf
Der Libverdský potok entspringt im Isergebirge unterhalb der Hubertka (Hubertusbaude). Das Bach fließt in südwestliche Richtung und bildet ein sanftes Tal, das im Norden vom Svinský vrch (Sauberg, 756 m) und Závorník (Riegelberg, 695 m) begrenzt wird, und in dem der Kurort Lázně Libverda liegt. Westlich von Lázně Libverda speist der Bach am Dubový vrch (Eichberg, 467 m) den 0,823 ha großen Teich Lázeňská plovárna bzw. Lázeňský rybník und ändert danach seine Richtung nach Süden. Auf seinem Unterlauf entlang der Katastergrenze zwischen Hejnice und Raspenava wird der Bach von der Bahnstrecke Raspenava–Bílý Potok pod Smrkem überbrückt.
Nach vier Kilometern mündet der Libverdský potok gegenüber dem Hügel Na Chatkách (465 m) in Lužec in die Smědá.

## Heilquellen
Seit dem Ende des 14. Jahrhunderts war die Existenz der als Bierwasser bzw. Bierborn bezeichneten Mineralquelle im Tal des Libverdský potok bekannt. Durch Pilger aus der Lausitz, die die Haindorfer Marienwallfahrt besuchten, wurde die Heilkraft des Liebwerder Gotteswassers im 15. Jahrhundert, das anfänglich nur in einem Brunnen mit einem hohlen Lindenstamm gefasst wurde, auch überregional publik. Kurfürst August von Sachsen ließ sich 1583 mehrere Fässer Liebwerder Wassers zusenden. Zehn Jahre später untersuchte Paul Luther den Liebwerder Brunnen. Im 1600 erschienenen Stirpium et fossilium Silesiae catalogus rühmte der Hirschberger Arzt Caspar Schwenckfeld das liebliche Mineralwasser von vortrefflichen Wirkungen. Albrecht von Waldstein bestellte sich das Heilwasser zur Kurierung seiner Syphilis. Durch den Dreißigjährigen Krieg geriet das Heilwasser jedoch wieder in Vergessenheit.
In der zweiten Hälfte des 18. Jahrhunderts ließ Christian Philipp Graf von Clam-Gallas den Brunnen reinigen, neu fassen, und durch den Prager Arzt Joseph Heinrich Bauer untersuchen. 1784 erschien eine Beschreibung des Gotteswasser- Brunnens von Johann Mayer. Das Mineralwasser wurde in Flaschen abgefüllt und in Prag als Chabeso verkauft. 1785 wurde mit dem Stahlbrunn eine neue starke und eisenhaltige Quelle erschlossen. Über dem Gotteswasser ließ Christian Philipp von Clam-Gallas ein kleines steinernes Brunnenhaus erbauen. Der Gotteswasserbrunnen wurde später nach dem Gründer des Kurbades Christiansbrunnen genannt und der Stahlbrunn erhielt den Namen Marienbrunnen. Nachdem der Christiansbrunnen 1794 bei einem Hochwasser verschlämmt worden war, wurde er zugeschüttet. Nachdem der Kurarzt Franz Ambrosius Reuß 1810 in einer chemischen Analyse die Heilkraft des Wassers bestätigt hatte, ließ Christian Christoph Graf von Clam-Gallas zwei Badehäuser für Männer bzw. Frauen und Kurhäuser errichten sowie Gartenanlagen und Alleen anlegen. Zwischen 1786 und 1818 wurden in unmittelbarer Nähe mit dem Josephinenbrunnen, Wilhelmsbrunnen, Eduardbrunnen, Bierborn und Hubertusbrunnen weitere Heilquellen erschlossen und Trinkpavillons erbaut. Die Wasser der Säuerlinge dienten ausschließlich zum Trinken. Die ausgiebigste Quelle – der Marienbrunnen – diente sowohl zum Trinken und Baden. 1836 erhielt Liebwerda den Status eines Heilbades. 1840 erfolgte die Berufung von Josef Plummert zum ersten Kurarzt. 1847 entstand eine zweiflügelige Kolonnade, die zwei Seiten des Platzes um die Brunnen umschloss. Mit den Brunnen Kyselka und Nový vrt wurden 1952 zwei neue Heilquellen erschlossen.